# Шагурин, Николай Яковлевич
Николай Яковлевич Шагурин (1908—1983) — русский советский журналист и писатель, известный своими произведениями научно-фантастического и приключенческого жанра.
Член Союза писателей СССР с 1958 года.

## Биография
Родился 16 сентября 1908 года в Харькове, в семье врачей. Детство провёл на родине. Окончив школу, уехал в Москву, где устроился рабочим на стройку и поступил на вечернее отделение электротехнического техникума. Работал электромонтёром, инструктором по обучению киномехаников, в составе антирелигиозной кинопередвижки ездил по областям Центральной России.
Печататься начал с 1927 года. В 1930 году в московском издательстве «Теакинопечать» вышла его первая книга «Безбожное кино в деревне». Затем сотрудничал с журналом «Вокруг света», «Красноармеец и краснофлотец», «30 дней», «Кино и жизнь» и другими. В частности, в 1930 году в журнале «Вокруг света» появились его первые научно-фантастические публикации — рассказы «Человек, который умер позавчера», «История Ма-Тин-Фана, китайского солдата», «25000 библий».
Переехав в Алма-Ату, работал разъездным корреспондентом газеты «Социалистический Казахстан». Впечатления от поездок по Средней Азии легли в основу его второй книги «Повесть о Тау-Сагизе» (1932). В 1932 году стал членом Союза пролетарско-крестьянских писателей Казахстана и продолжал работать в различных газетах на юге Казахстана.
Затем переехал в Крым, работал очеркистом в многотиражной газете строителей Камыш-Бурунского железорудного комбината под Керчью. В 1937 году, став редактором многотиражной газеты «Северный рейс», которая выпускалась на борту полярного судна «Анастас Микоян», две навигации ходил на этом судне в Заполярье. В 1939 году возвратился в Крым, работал в редакции газеты «Красный Крым».
Великую Отечественную войну встретил в Симферополе. Отправив семью в Саратовскую область, эвакуировался с редакцией газеты в Грозный, где был призван в действующую армию. Служил в полевом госпитале, через год был снят с воинского учёта и направлен в Саратовскую область на должность заведующего производством типографии газеты «Колхозная стройка».
После освобождения Крыма возвратился в Симферополь и вновь начал работать в газете «Красный Крым», где занимал должности заведующего отделом культуры, специального корреспондента, очеркиста, секретаря редакции. Писал фельетоны, басни, продолжал цикл сказок, посвящённых морю («Серебряный моряк», «Морские сказки», «Три матроса») . В 1949 году был участником Всесоюзного совещания писателей-сатириков и фельетонистов в Москве.
Во второй половине 1940-х в Крыму вышли отдельными изданиями его сборники «Двенадцать басен» (1947), «Морские сказки» (1946) и примыкающие к ним «Три матроса» (1948). «Морские сказки» подверглись резкой критике в печати за «непатриотическое преклонение перед всем иноземным», а сам автор обвинен в космополитизме.
В 1950 году стал собственным корреспондентом газеты «Речной транспорт» по бассейнам рек Обь, Иртыш, Лена, Амур и переехал в Новосибирск, а через два года был переведён в Красноярск. В 1955 году составил справочник-путеводитель «По Оби и Иртышу», в 1958 году отдельной брошюрой был издан его очерк «Зодчие Сибирского флота» (1958).
В 1955 году вышла в свет научно-фантастическая повесть писателя — «Рубиновая звезда», действие которой происходит в послевоенном Крыму. Сюжет этой книги составляет традиционная для 50-х годов XX века шпионская история погони за выведенным советскими селекционерами-мичуринцами сортом целебных яблок, который и дал название повести. Необычным было то, что в текст повествования в духе классической «фантастики ближнего прицела» автором включена новелла об острове последних капиталистов, где после разрушительных войн с применением невиданного оружия под развалинами прячутся мутанты. Стилистика и идеи этой новеллы стоят в резком противоречии с господствующим тогда направлением научной фантастики.
В том же шпионско-приключенческом ключе написана и следующая его фантастическая повесть «Остров больших молний» (1956) об аккумулировании атмосферного электричества.
В 1960-е годы тематический диапазон Шагурина существенно расширился. Наряду с чисто приключенческими «Тайна декабриста» и «Задача с тремя неизвестными» (обе — 1965), вышли в свет его новые фантастические произведения «Возвращение „Звездного охотника“» (1962) и «Межпланетный патруль» (1965) об освоении ближнего и дальнего космоса, «Операция „Синий гном“» (1964) о борьбе человечества с инопланетной болезнью, фантастический цикл «Из Шахразады XX века» (1968—1981). Совместно с тогда ещё начинающим писателем Сергеем Павловым, им написаны фантастико-приключенческие повести «Аргус против Марса» (1965) и «Кентавр выпускает стрелу» (1967).
В 1981 году было опубликовано последнее и самое крупное произведение Шагурина — роман «Эта свирепая Ева». Роман построен по традиционной для «фантастики ближнего прицела» сюжетной схеме и повествует о управлении погодой и борьбе с ураганами.
Скончался в сентябре 1983 года в Красноярске.